# امامزاده بزرگ (سرآب)
امامزاده بزرگ سرآب یکی از بناهای مذهبی- تاریخی ایران متعلق به دوره صفویه است که در استان آذربایجان شرقی در شهر سرآب قرار گرفته‌است.

## مشخصه‌های بنا

### وضعیت قدیمی
امامزاده دارای یک درب ورودی چوبی با سردر آجری می‌باشد. تمام امامزاده بنایی با ازارة سنگی و بدنه و گنبد و مناره‌های آجری است. سردر امامزاده دارای مقرنس کاری گچی در طاق نما می‌باشد و لچک‌های بالای آن با آجر لعابی (کاشی) تزیین یافته بود آجرها به شکل مثلث و چند ضلعی منتظم بوده‌است. نوع ساختمان ساده ولی در بعضی قسمت‌ها با آجر چینی تزیینی (جناغی)، تنوعی به ظاهر ساختمان داده‌اند. سبک بنا و حجم ستون‌ها آن را به قرن هشتم و نهم منسوب می‌دارد ولی بعضی مصالح ساختمانی در ازارة ساختمان به کار رفته که قدیمی‌تر از بنای آجری هستند مانند سنگ‌های تراشیده و نقش‌داری که در ازارة بیرونی به کار رفته‌است. نظایر این سنگ‌ها به‌طور ساده یا منقوش تمام ازاره و پله‌ها را دربر گرفته‌است. داخل امامزاده از دو قسمت متمایز تشکیل شده‌است. در سمت راست مسجدی کوچک و نیمه ویرانه در ابعاد ۸×۲۵/۱۰ قرار دارد که از کفش کن امامزاده راه دارد. کفش کن در وسط بنا قرار دارد ولی حایلی ما بین کفش کن و صحن وجود ندارد. سمت چپ بنا با ابعاد ۸/۱۱×۲۵/۱۰ متر و نُه طاق کروی و گهواره‌ای مقام امامزاده را تشکیل می‌دهد. مقام امامزاده چهار ستون (پایه طاق نماها) دارد که فاصله ستون‌ها از همدیگر ۱۲/۴ متر (اضلاع شمالی و جنوبی) و ۲/۴ متر (اضلاع شرقی و غربی) می‌باشد و در میان چهار ستون، قبر قرار دارد و بالای آن، گنبد کروی آجری تعبیه شده‌است. ستون‌ها ۴/۱ متر اندازه دارند. پوشش داخلی امامزاده و مسجد آجری و بدون هیچ نوع تزیینات و سنگ نبشته و تاریخ بنا و سازنده بنا می‌باشد.

### وضعیت امروزی
امامزاده و حیاط آن بازسازی شده و در داخل امامزاده حرمی که روی آن با ضریح تزئین شده وجود دارد.

## گلزار شهدای سرآب
در حیاط این امامزاده گلزار شهدای سرآب وجود دارد. در جنب این امامزاده نیز گورستانی قدیمی وجود دارد.

## گورستان‌ها

### گورستان داخلی
در حیاط این امامزاده گورستانی وجود دارد.

### گورستان خارجی
در جنب این امامزاده نیز گورستان قدیمی دیگری وجود دارد که دفن در آن ممنوع شده‌است.

## ثبت در آثار ملی ایران
این اثر در سال ۱۳۴۷ در لیست آثار ملی ایران ثبت گردید.